# 藤原博之
藤原 博之（ふじわら ひろゆき、1935年（昭和10年）1月1日 - ）は、日本のフィールドホッケー選手。1960年ローマオリンピックで男子トーナメントに出場した。